# Mélanie Moumas
Mélanie Moumas (7 maggio 1977) è una schermitrice francese.

## Biografia
Ha conquistato una medaglia di bronzo nel fioretto a squadre ai campionati europei di scherma di Kiev del 2008 ed una a quelli di Plovdiv del 2009.
Ha anche vinto una medaglia di bronzo nel fioretto individuale ai XV Giochi del Mediterraneo.

## Palmarès
In carriera ha conseguito i seguenti risultati:
- Europei di scherma

Kiev 2008: bronzo nel fioretto a squadre.
Plovdiv 2009: bronzo nel fioretto a squadre.
- Giochi del Mediterraneo

Almeria 2005: bronzo nel fioretto individuale.